# Orix Buffaloes
 (mai 2021).
Si vous disposez d'ouvrages ou d'articles de référence ou si vous connaissez des sites web de qualité traitant du thème abordé ici, merci de compléter l'article en donnant les références utiles à sa vérifiabilité et en les liant à la section « Notes et références ».
Uniformes
Les Orix Buffaloes (オリックス・バファローズ, Orikkusu Bafarōzu en japonais) sont une équipe japonaise de baseball issue de la fusion en 2004 de deux équipes : les Osaka Kintetsu Buffaloes et les Orix BlueWave. L'équipe évolue en Pacific League. Elle dispute ses matchs à domicile à l'Osaka Dome. 

## Bilan saison par saison
| Saison                                   | Ligue                                    | Saison régulière                         | Saison régulière                         | Saison régulière                         | Saison régulière                         | Saison régulière                         | Saison régulière                         | Saison régulière                         | Saison régulière                         | Séries éliminatoires | Séries éliminatoires | Séries éliminatoires | Séries éliminatoires | Séries éliminatoires |
| Saison                                   | Ligue                                    | Conférence                               | Position                                 | Matches                                  | Victoires                                | Nuls                                     | Défaites                                 | %                                        | Moy. spect.                              | Matches              | Victoires            | Défaites             | %                    | Résultats            |
| ---------------------------------------- | ---------------------------------------- | ---------------------------------------- | ---------------------------------------- | ---------------------------------------- | ---------------------------------------- | ---------------------------------------- | ---------------------------------------- | ---------------------------------------- | ---------------------------------------- | -------------------- | -------------------- | -------------------- | -------------------- | -------------------- |
| Orix Buffaloes                           |                                          |                                          |                                          |                                          |                                          |                                          |                                          |                                          |                                          |                      |                      |                      |                      |                      |
| 2005                                     | NPB                                      | Pacifique                                | 4e                                       | 136                                      | 62                                       | 4                                        | 70                                       | .470                                     | 19 943                                   | -                    | -                    | -                    | -                    | -                    |
| 2006                                     | NPB                                      | Pacifique                                | 5e                                       | 136                                      | 52                                       | 3                                        | 81                                       | .391                                     |                                          | -                    | -                    | -                    | -                    | -                    |
| 2007                                     | NPB                                      | Pacifique                                | 6e                                       | 144                                      | 62                                       | 5                                        | 77                                       | .446                                     |                                          | -                    | -                    | -                    | -                    | -                    |
| 2008                                     | NPB                                      | Pacifique                                | 2e                                       | 144                                      | 75                                       | 1                                        | 68                                       | .524                                     |                                          | 2                    | 0                    | 2                    | 0                    | 1/4 de finale        |
| 2009                                     | NPB                                      | Pacifique                                | 6e                                       | 144                                      | 56                                       | 2                                        | 86                                       | .394                                     |                                          | -                    | -                    | -                    | -                    | -                    |
| 2010                                     | NPB                                      | Pacifique                                | 5e                                       | 144                                      | 69                                       | 4                                        | 71                                       | .493                                     |                                          | -                    | -                    | -                    | -                    | -                    |
| 2011                                     | NPB                                      | Pacifique                                | 4e                                       | 144                                      | 69                                       | 7                                        | 68                                       | .504                                     |                                          | -                    | -                    | -                    | -                    | -                    |
| 2012                                     | NPB                                      | Pacifique                                | 6e                                       | 144                                      | 57                                       | 10                                       | 77                                       | .425                                     |                                          | -                    | -                    | -                    | -                    | -                    |
| 2013                                     | NPB                                      | Pacifique                                | 5e                                       | 144                                      | 66                                       | 5                                        | 73                                       | .475                                     | 19 568                                   | -                    | -                    | -                    | -                    | -                    |
| 2014                                     | NPB                                      | Pacifique                                | 2e                                       | 144                                      | 80                                       | 2                                        | 62                                       | .563                                     |                                          | 3                    | 1                    | 2                    | .333                 | 1/4 de finale        |
| 2015                                     | NPB                                      | Pacifique                                | 5e                                       | 143                                      | 61                                       | 2                                        | 80                                       | .433                                     |                                          | -                    | -                    | -                    | -                    | -                    |
| 2016                                     | NPB                                      | Pacifique                                | 6e                                       | 143                                      | 57                                       | 3                                        | 83                                       | .407                                     | 24 923                                   | -                    | -                    | -                    | -                    | -                    |
| 2017                                     | NPB                                      | Pacifique                                | 4e                                       | 143                                      | 63                                       | 1                                        | 79                                       | .444                                     |                                          | -                    | -                    | -                    | -                    | -                    |
| 2018                                     | NPB                                      | Pacifique                                | 4e                                       | 143                                      | 65                                       | 5                                        | 73                                       | .471                                     |                                          | -                    | -                    | -                    | -                    | -                    |
| 2019                                     | NPB                                      | Pacifique                                | 6e                                       | 143                                      | 61                                       | 7                                        | 75                                       | .449                                     | 24 423                                   | -                    | -                    | -                    | -                    | -                    |
| 2020                                     | NPB                                      | Pacifique                                | 6e                                       | 120                                      | 45                                       | 7                                        | 68                                       | .398                                     | 5 559                                    | -                    | -                    | -                    | -                    | -                    |
| 2021                                     | NPB                                      | Pacifique                                | En cours                                 |                                          |                                          |                                          |                                          |                                          |                                          |                      |                      |                      |                      |                      |
| Bilan en saison régulière (fin 2020)     | Bilan en saison régulière (fin 2020)     | Bilan en saison régulière (fin 2020)     | Bilan en saison régulière (fin 2020)     | 2 259                                    | 1 000                                    | 68                                       | 1 191                                    | .456                                     |                                          |                      |                      |                      |                      |                      |
| Bilan en Séries éliminatoires (fin 2020) | Bilan en Séries éliminatoires (fin 2020) | Bilan en Séries éliminatoires (fin 2020) | Bilan en Séries éliminatoires (fin 2020) | Bilan en Séries éliminatoires (fin 2020) | Bilan en Séries éliminatoires (fin 2020) | Bilan en Séries éliminatoires (fin 2020) | Bilan en Séries éliminatoires (fin 2020) | Bilan en Séries éliminatoires (fin 2020) | Bilan en Séries éliminatoires (fin 2020) | 5                    | 1                    | 4                    | .200                 | -                    |

## Buffalo Bell, la mascotte des Orix Buffaloes
Buffalo Bell (バファローベル) est la mascotte de l'équipe (avec son frère Bull); elle porte le numéro 222. Au Japon, Bell est très populaire à proximité des stades ou sur le terrain.

## Managers
Le tableau suivant présente la liste des managers du club depuis 2005.
| # | Entraîneur         | Période   | Saison régulière | Saison régulière | Saison régulière | Saison régulière | Saison régulière | Playoffs | Playoffs | Playoffs | Playoffs | Récompenses |
| # | Entraîneur         | Période   | M                | V                | N                | D                | %                | M        | V        | D        | %        | Récompenses |
| - | ------------------ | --------- | ---------------- | ---------------- | ---------------- | ---------------- | ---------------- | -------- | -------- | -------- | -------- | ----------- |
| 1 | Akira Ohgi         | 2005      | 136              | 62               | 4                | 70               | .470             | -        | -        | -        | -        | -           |
| 2 | Katsuhiro Nakamura | 2006      | 136              | 52               | 3                | 81               | .391             | -        | -        | -        | -        | -           |
| 3 | Terry Collins      | 2007-2008 |                  |                  |                  |                  |                  |          |          |          |          | -           |
| 4 | Daijiro Ohishi     | 2008-2009 |                  |                  |                  |                  |                  |          |          |          |          | -           |
| 5 | Akinobu Okada      | 2010-2012 |                  |                  |                  |                  |                  |          |          |          |          | -           |
| 6 | Hiroshi Moriwaki   | 2012-2015 |                  |                  |                  |                  |                  |          |          |          |          | -           |
| 7 | Junichi Fukura     | 2015-2018 |                  |                  |                  |                  |                  |          |          |          |          | -           |
| 8 | Norifumi Nishimura | 2019-2020 |                  |                  |                  |                  |                  |          |          |          |          | -           |
| 9 | Satoshi Nakajima   | 2020-     |                  |                  |                  |                  |                  |          |          |          |          | -           |

## Joueurs notables
- Norihiro Nakamura
- Lee Seung-yeop
- Park Chan-ho
- Joey Butler
- Ryan Vogelsong
- Yoshinobu Yamamoto